# 이이다 토시노부
이이다 토시노부(일본어: 飯田 利信 いいだ としのぶ[*]/Toshinobu Iida, 1977년 10월 24일 ~ )는 일본의 남자 성우다.

## 출연 작품

### TV 애니메이션
2006년
- 레드 가든(유안)
- 가정교사 히트맨 리본!(로쿠도 무쿠로)